# Szung Zsen-cung kínai császár
Szung Zsen-cung (1010. május 30. – 1063. április 30.) kínai császár 1022-től haláláig.
Csen Cung császár fiaként született, és édesapja halála után lépett a trónra. Igazságos és rátermett császárként uralkodott, így talán az ő uralma közelítette meg legjobban a konfuciánus császárideált.
Uralkodása alatt két rivális politikai-filozófia csoportosulás kezdett kialakulni a birodalomban: a konfuciánus konzervatívok és reformerek köre. E két irányzatot vallók folyamatosan támadták egymás nézeteit, és ez az ellentét Zsen Cung halála után megakadályozta, hogy a későbbi súlyos problémákra egységes választ adhasson a vezető réteg.
Zsen Cung császár 41 évnyi uralom után 52 évesen halt meg. A trónon unokaöccse, Jing Cung követte.

## Lásd még
- A Szung-dinasztia családfája

| Előző uralkodó: Csen Cung | Kínai császár 1022 – 1063 | Következő uralkodó: Jing Cung |